# Hoogvinbraam
De hoogvinbraam (Taractes asper) is een braam uit de familie Bramidae, die voorkomt in bijna alle oceanen (Atlantische Oceaan, Indische Oceaan en de Grote Oceaan), op een diepte van 1 tot 140 meter. Een volwassen vis kan een lengte van 50 cm bereiken. Deze vissoort wordt maar zelden in de ondiepe delen van de Noordzee waargenomen.